# Simon Omekanda
Simon Omekanda, född 15 september 1984 i Rabat i Marocko, är en belgisk anfallare i fotboll som åren 2007–2008 spelade för IFK Norrköping i Superettan. Han spelade 11 matcher för laget, och gjorde ett mål.
Omekanda är uppvuxen i Belgien och USA och spelade collegefotboll för Pennsylvania State University.